# Lentinus tigrinus
Lentinus tigrinus (Pierre Bulliard, 1782 ex Elias Magnus Fries, 1825), sin. Panus tigrinus (Pierre Bulliard, 1782 ex Rolf Singer, 1951), este o ciupercă comestibilă saprofită din încrengătura Basidiomycota, în familia Auriscalpiaceae și de genul Lentinus, cunoscută în popor sub numele burete pătat. Acest soi destul de răspândit crește în România, Basarabia și Bucovina de Nord de la câmpie până în regiuni submontane în zone mai călduroase, în grupuri de mai multe sau mai puține exemplare, deseori în tufe mici, pe cioturi și pe fragmentele lemnoase de foioase, aproape numai de sălcii și plopi. Când pare să crească pe sol, are în realitate miceliul pe rădăcini sau bucăți de lemn acoperite de pământ. Se găsește preponderent în împrejurime umedă, prin zăvoaie, dar și în păduri de foioase, margini de drum și parcuri. Începând la sfârșitul lui aprilie, sezonul apariției se trage până în octombrie (noiembrie).

## Taxonomie
Deși specia a fost descrisă de mai mulți micologi cunoscuți sub diverse denumiri (vezi infocasetă), cu toate acceptate sinonim, numele binomial însă a rămas cel creat mai întâi de renumitul micolog Pierre Bulliard ca Agaricus capnoides și publicat în  volumul 2 al operei sale Herbier de la France ou, Collection complette des plantes indigenes de ce royaume din 1782, apoi transferat de marele savant suedez Elias Magnus Fries la genul Lentinus, schimbând de acea numele generic, lăsând însă epitetul, de verificat în volumul 1 al lucrării sale Systema Orbis Vegetabilis din 1825. Acest taxon este valabil până în prezent (2018).

## Descriere

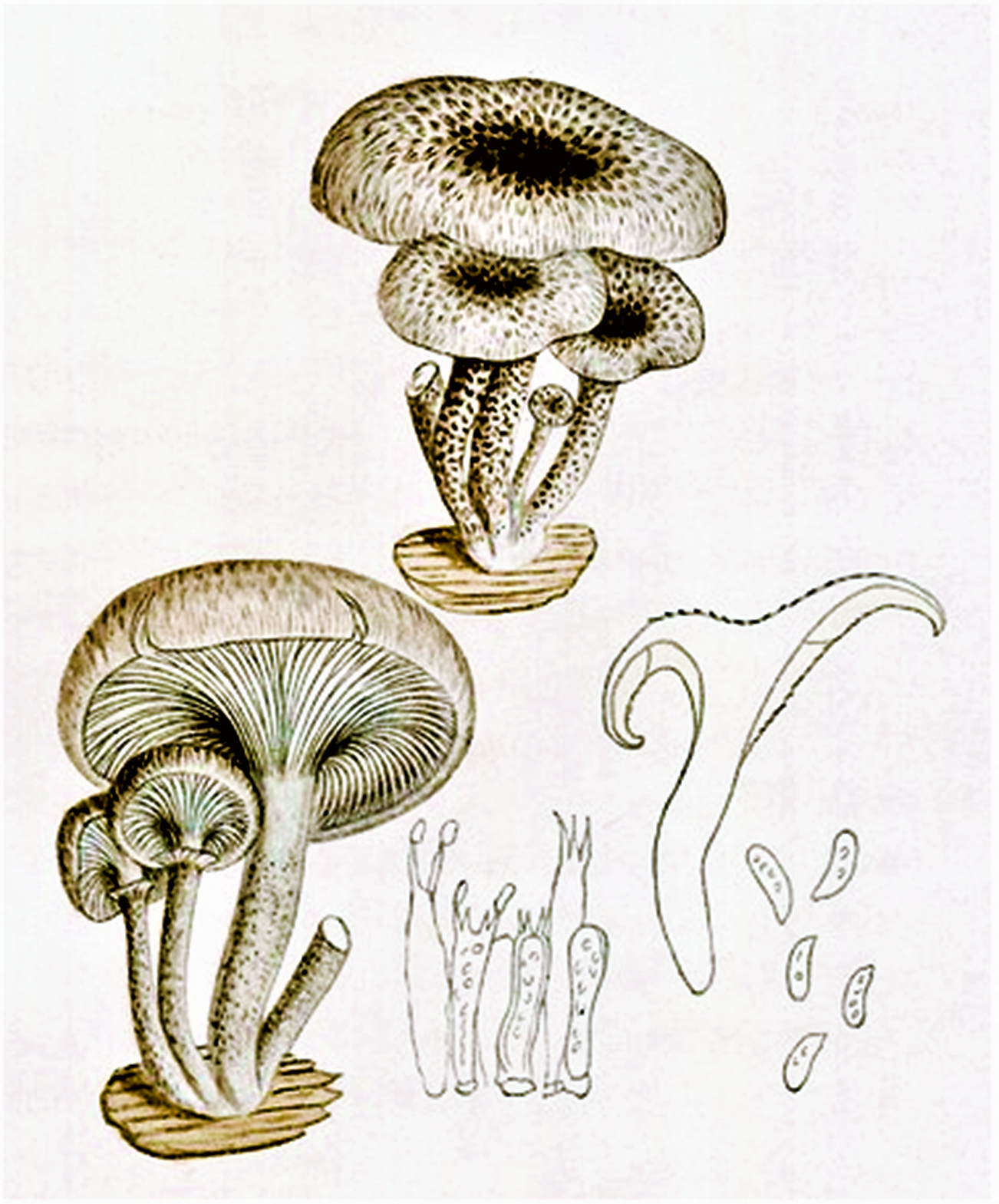
Bres.: Lentinus tigrinus

- Pălăria: are un diametru de 4-9 (12) cm, este destul de subțire, cu vârsta din ce în ce mai elastică, inițial convexă cu marginea răsucită spre interior și ombilicală în centru, dezvoltând repede o pâlnie din ce în ce mai adâncă, la bătrânețe ondulată, lobată, cu marginea răsucită în sus și câteodată fâlfâită și fisurată. Cuticula este albicioasă până gălbuie, în sfârșit ocazional ca coajă de alună-deschis, fibroasă, catifelată, pătată cu solzi brun-negricioși zburliți, ceva păroși, la început mai deși în mijloc, apoi uniform dispersați pe toată suprafața.
- Lamelele: sunt înguste, apropiate între ele, nu prea înalte, evident decurente în lungul piciorului și cu muchii mai întâi fin zimțate, în vârstă deseori franjurate și cu rupturi. Coloritul este la început alb, devenind mai târziu crem-gălbui până ocru-portocaliu.
- Piciorul: cu o înălțime de 3-9 cm și o lățime de 0,4-1 cm este tare, bine concrescut cu pălăria, poate fi amenajat central sau ușor excentric, cilindric nu rar îndoit, cu suprafața alb granuloasă, în partea de sus alburie, spre bază punctată brun până negricios sau fin brun-solzoasă. În partea inferioară tinde să se subțieze și capătă aspect de rădăcină. Nu are inel.
- Carnea: este albă, numai în stadiu foarte tânăr slab elastică și destul de  moale, devenind repede rezistentă, tare elastică și fibroasă. Nu se decolorează după tăiere. Are un miros plăcut, slab de ciuperci și un gust asemănător care devine deja la maturitate amar și zgârcind.[3][4]
- Caracteristici microscopice: are spori mici cu o mărime de numai 6-7 x 2,5-3 microni, elipsoidali până ovali și curbați, cu membrane netede, hialini (translucizi) și neamiloidozi (nu se decolorează cu reactivi de iod). Pulberea lor este albă. Basidiile cu 2 sterigme măsoară 20-25 x 5-7 microni. După Giacomo Bresadola lipsesc cestoidele (celule de obicei izbitoare și sterile care pot apărea între basidii și himen, stratul fructifer).[7]
- Reacții chimice: Carnea se colorează cu Hidroxid de potasiu gălbui și cu sulfovanilină imediat fugitiv purpuriu.[8][9]

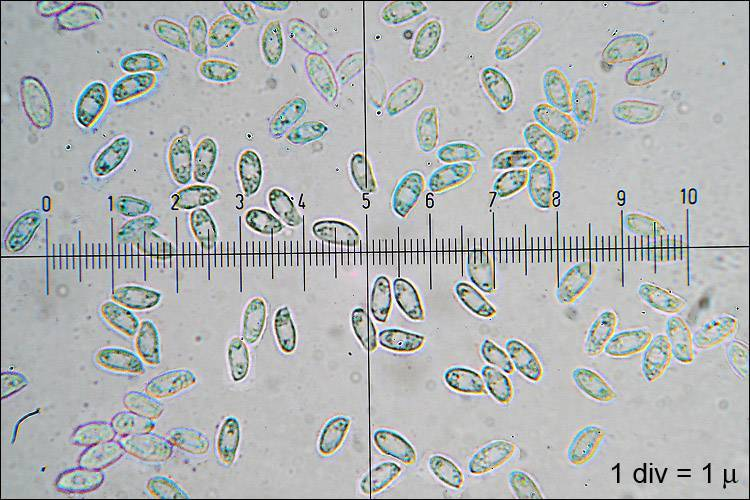
L. tigrinus, spori
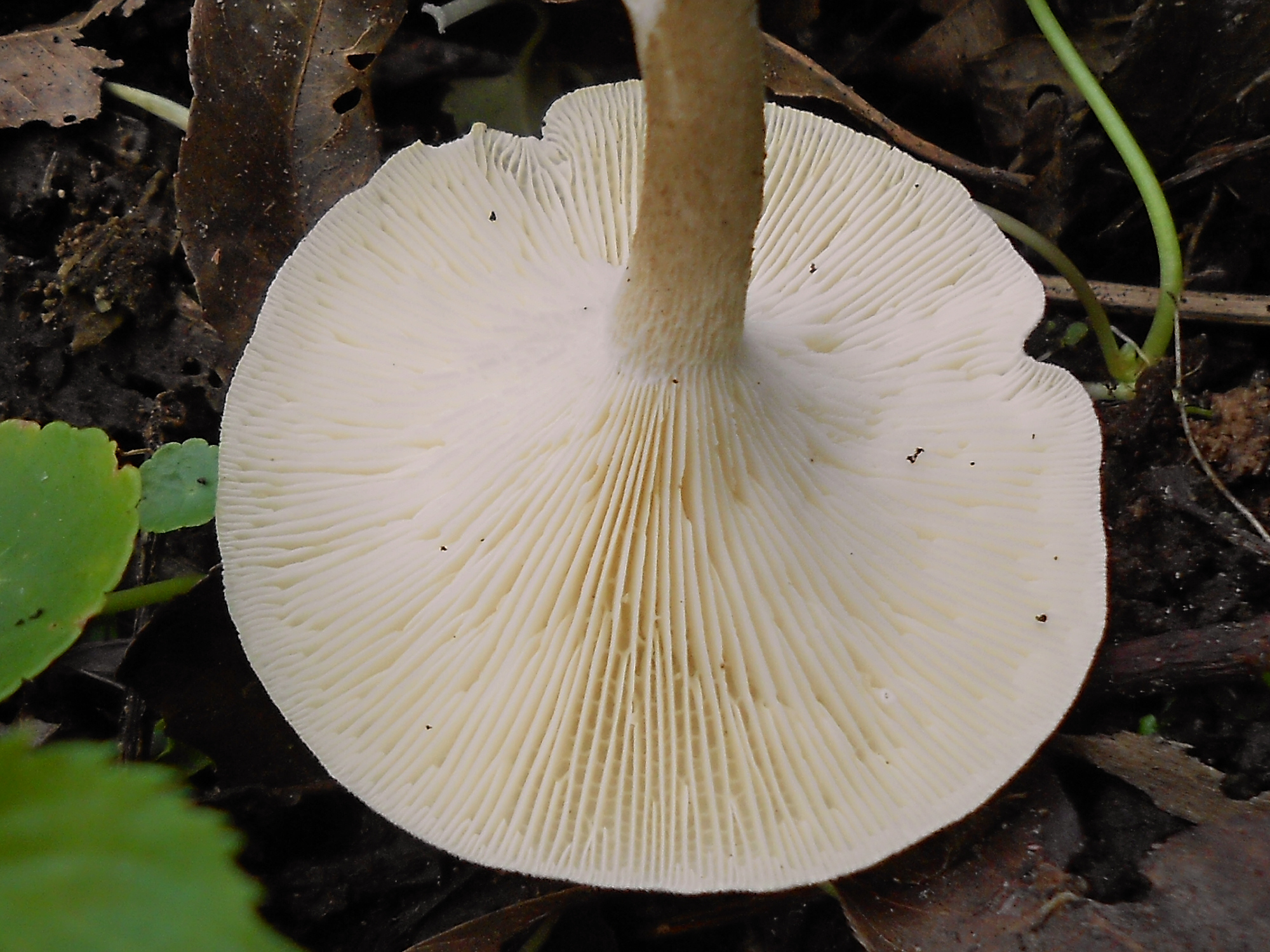
L. tigrinus , lamele și picior
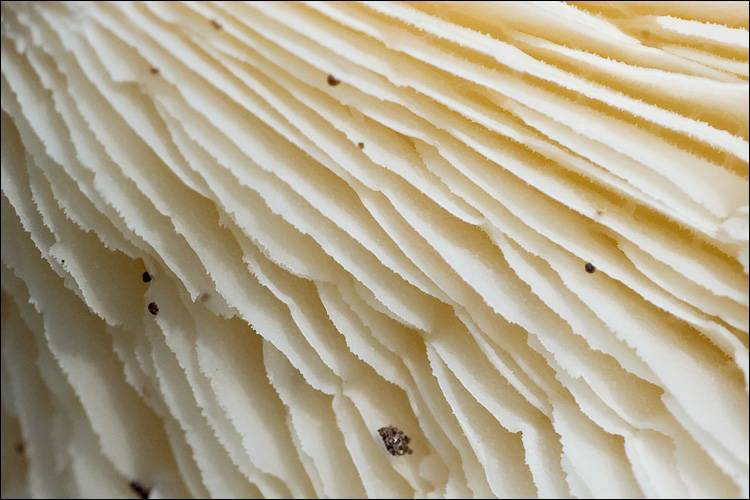
L. tigrinus, lamele și muchii din apropiere
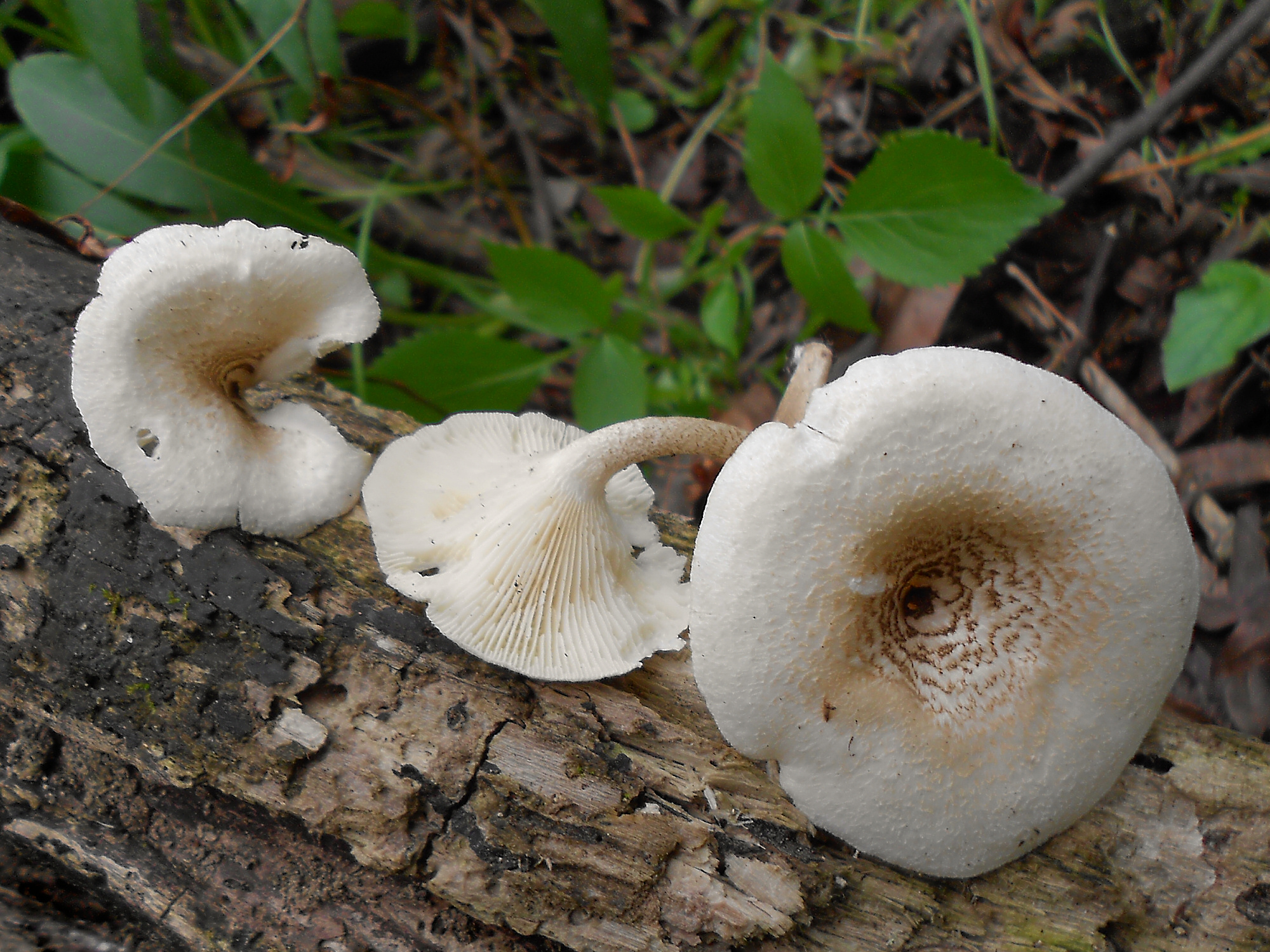
L. tigrinus mai tineri
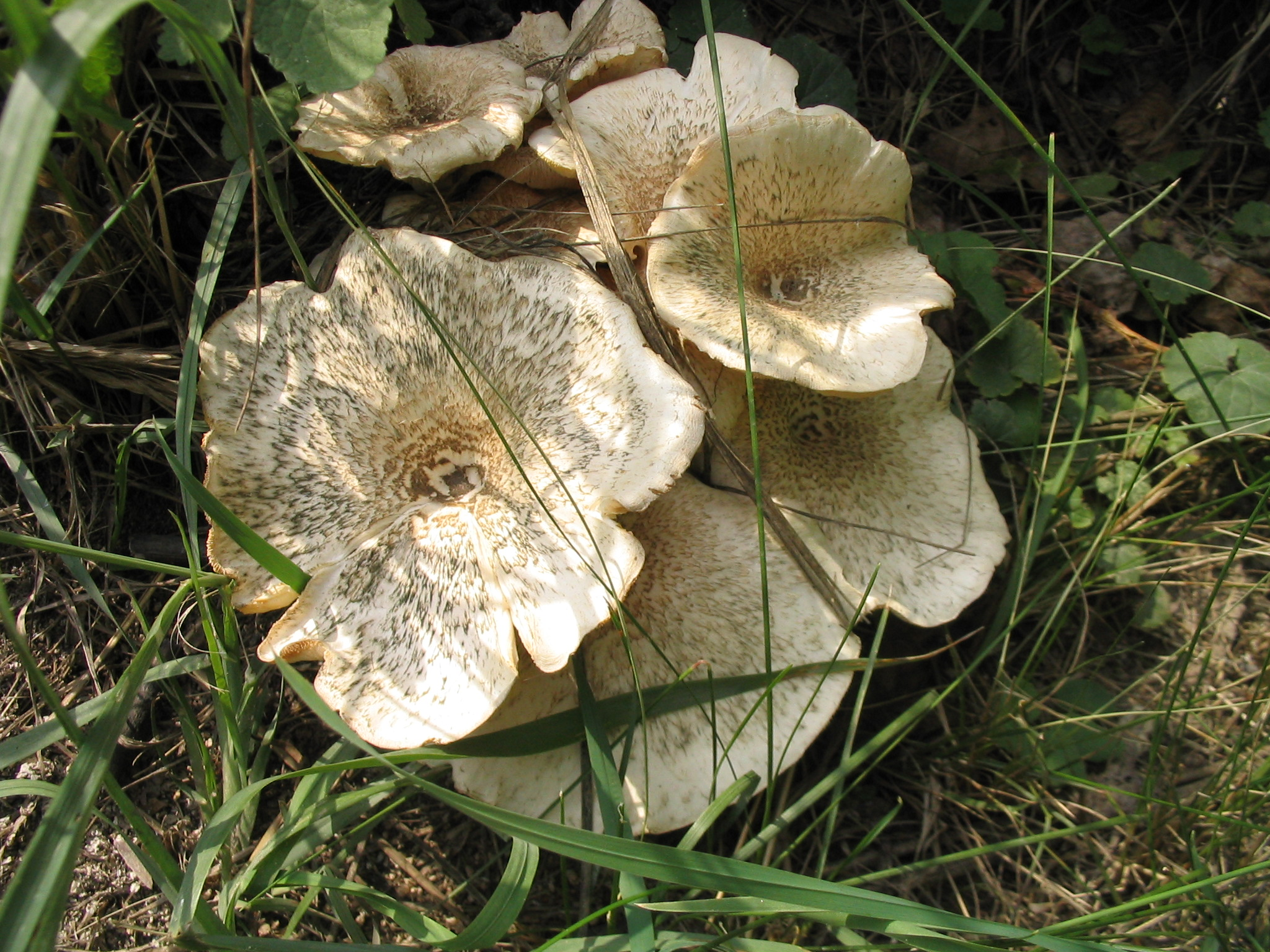
L. tigrinus bătrâni

## Confuzii
Lentinus tigrinus poate fi confundat în primul rând cu surata lui mai mare și dezvoltată mai puternic: Neolentinus lepideus sin. Lentinus lepideus (valoare culinară foarte scăzută, miros între anason, balsam de Peru= asemănător vanilinei și fructe în stadiu de fermentare, repede tare fibros), dar de asemenea cu Crepidotus mollis (comestibil, dar nu foarte gustos), Lentinellus cochleatus (comestibil), Lentinula edodes sin. Lentinus edodes, Shiitake (pălăria comestibilă, preponderent cultivat, rar de găsit în natură), Lentinus cyathoformis (necomestibil, carne tare și elastică, gust amar), Lepiota felina (otrăvitoare), Panus conchatus (necomestibil, tare elastic precum amar), Polyporus ciliatus sin. Lentinus substrictus, Polyporus lepideus (fără valoare culinară, elastic, are pori și nu lamele, apare din aprilie până la mijlocul lui iulie) sau chiar și cu Tricholoma scalpturatum (comestibil), Tricholoma terreum (comestibil), Tricholoma tigrinum (otrăvitor) ori Tricholoma virgatum (otrăvitor).

## Specii asemănătoare în imagini

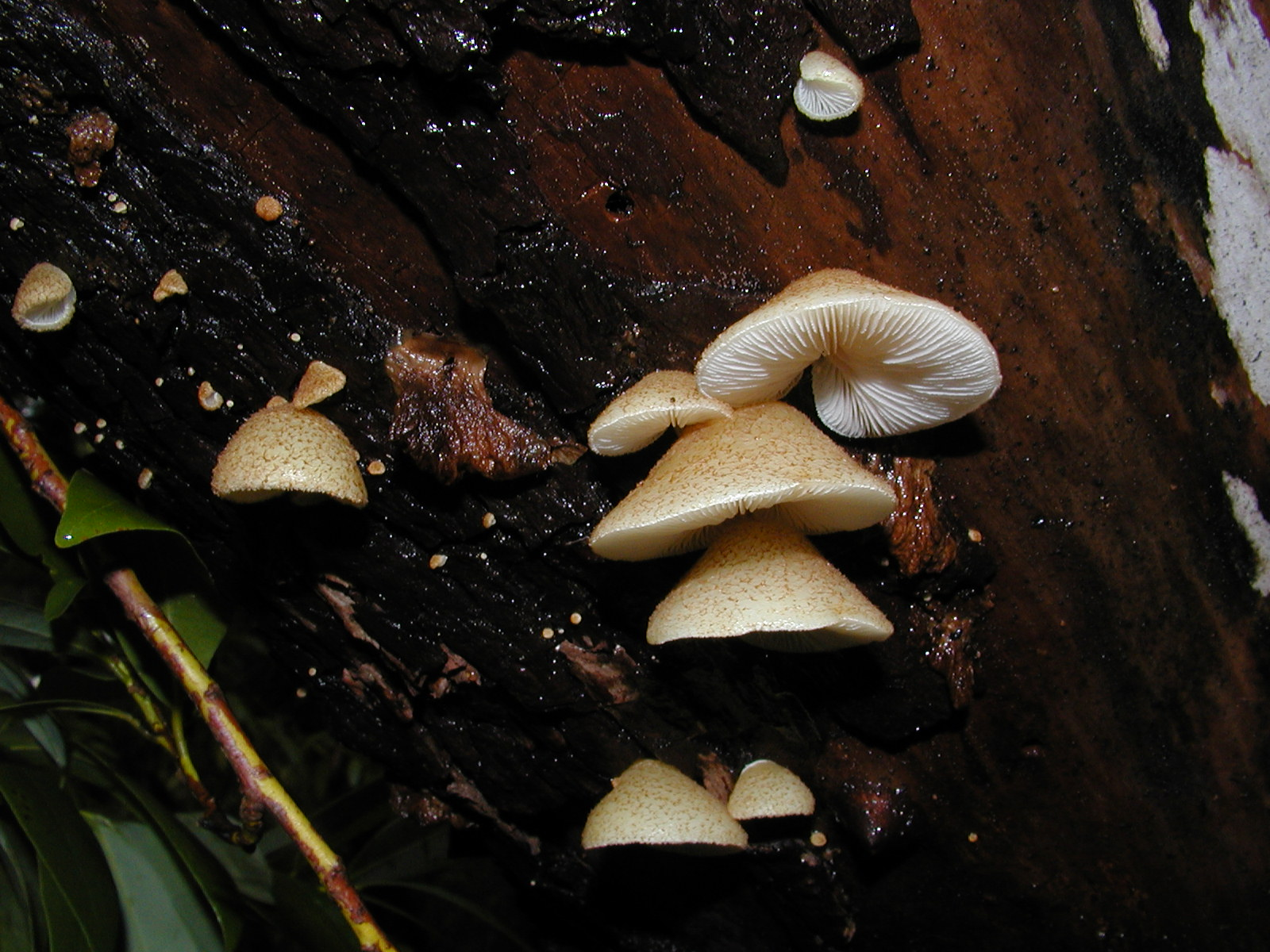
Crepidotus mollis
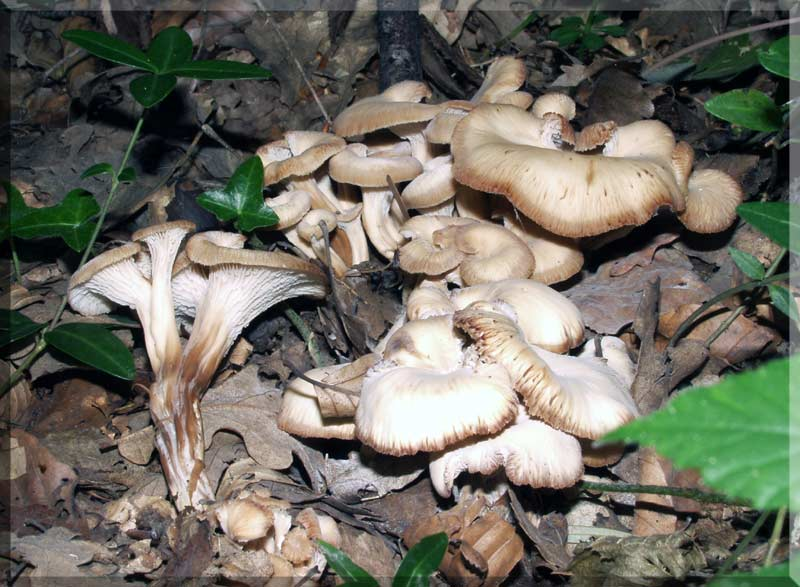
Lentinellus cochleatus
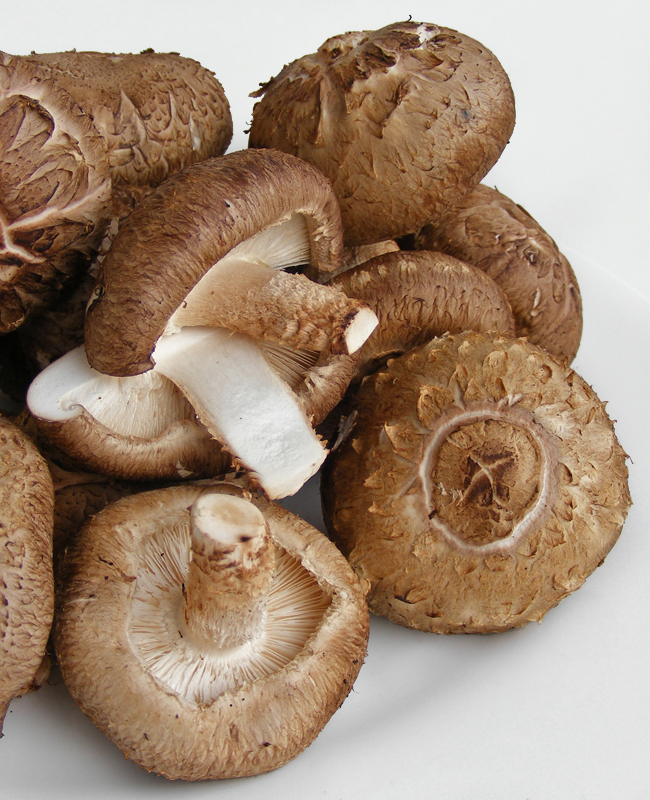
Lentinula edodes sin. Lentinus edodes
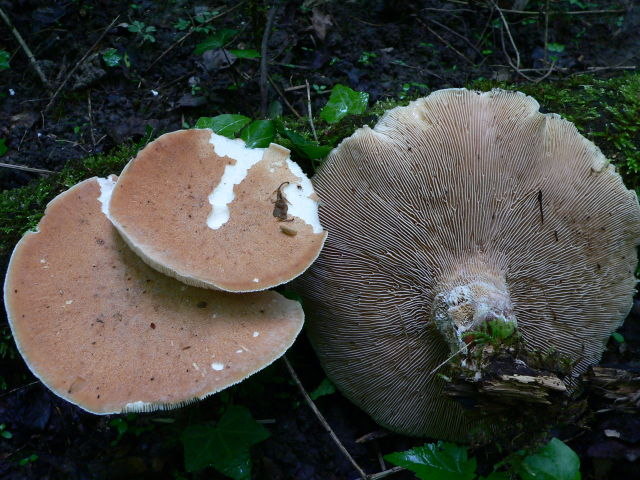
!Lentinus cyathoformis!
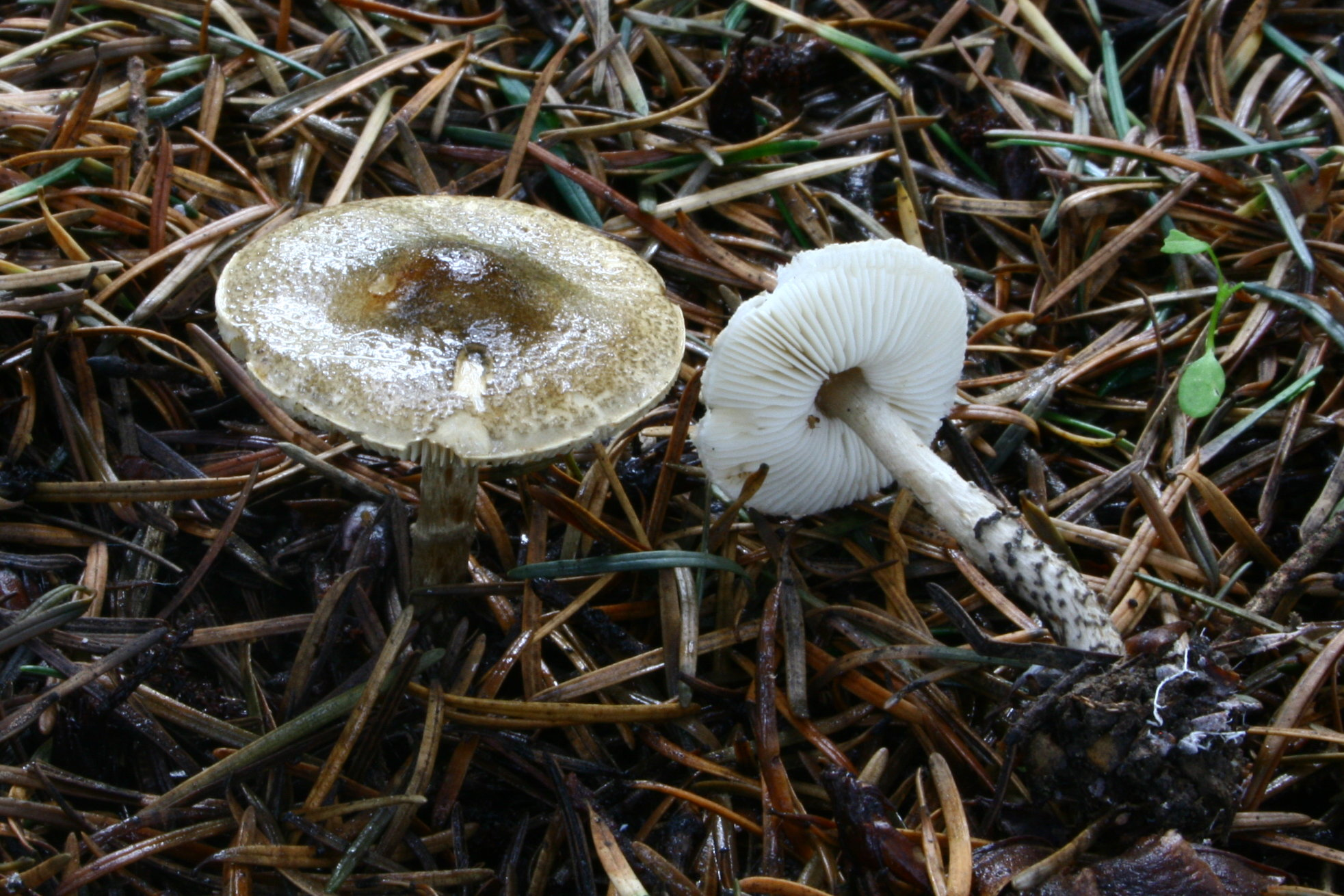
!!Lepiota felina!!
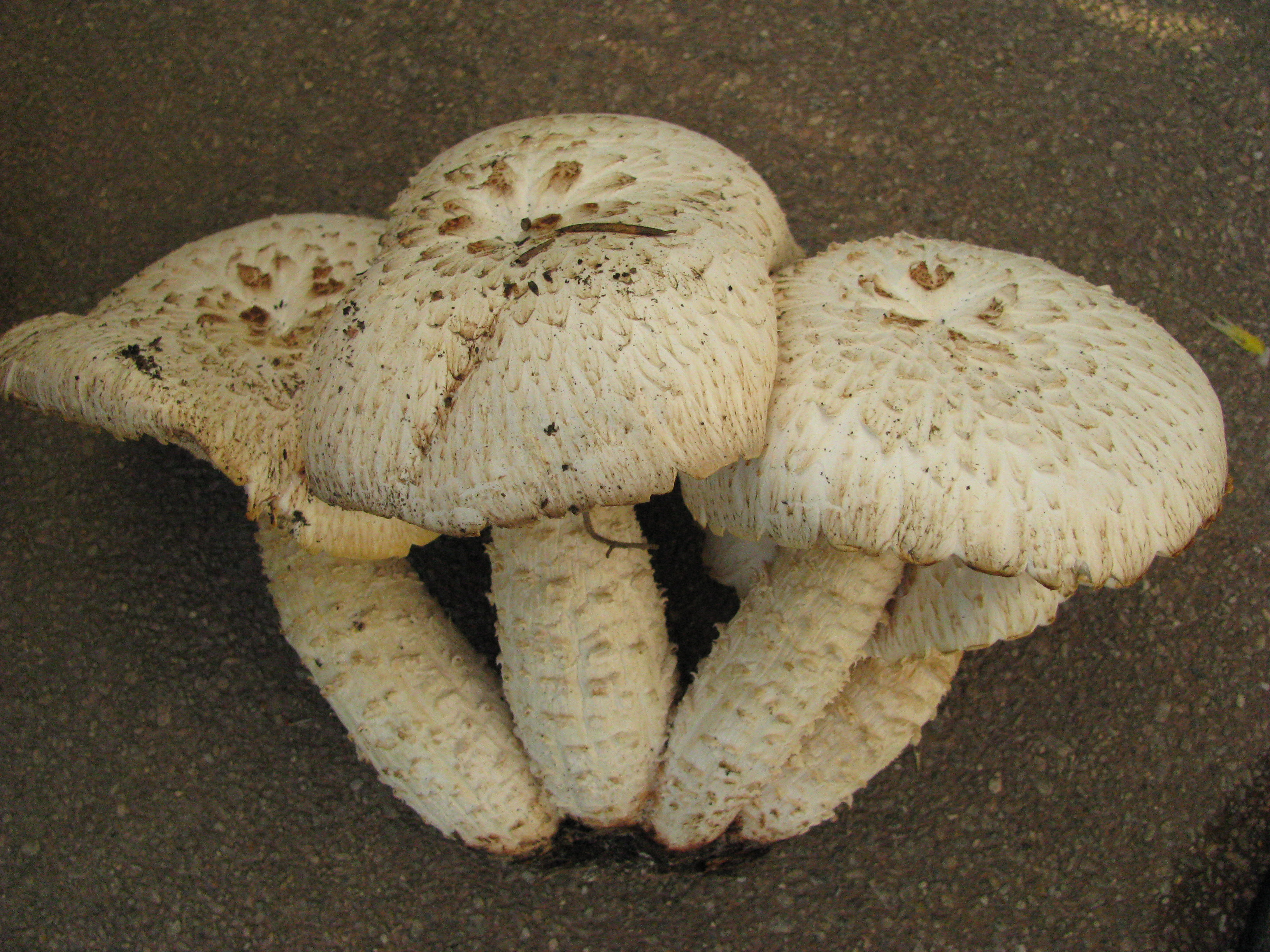
Neolentinus lepideus
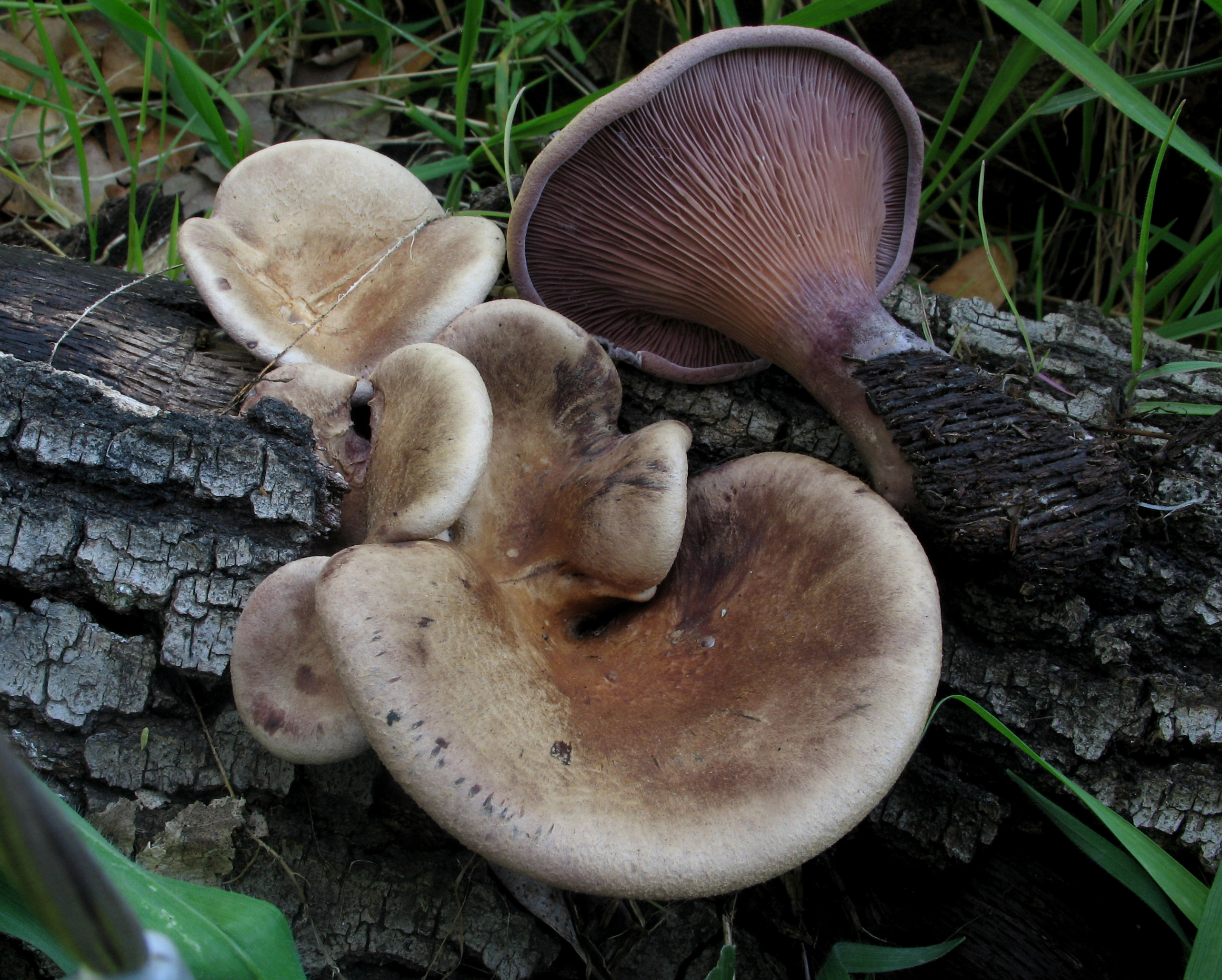
!Panus conchatus!

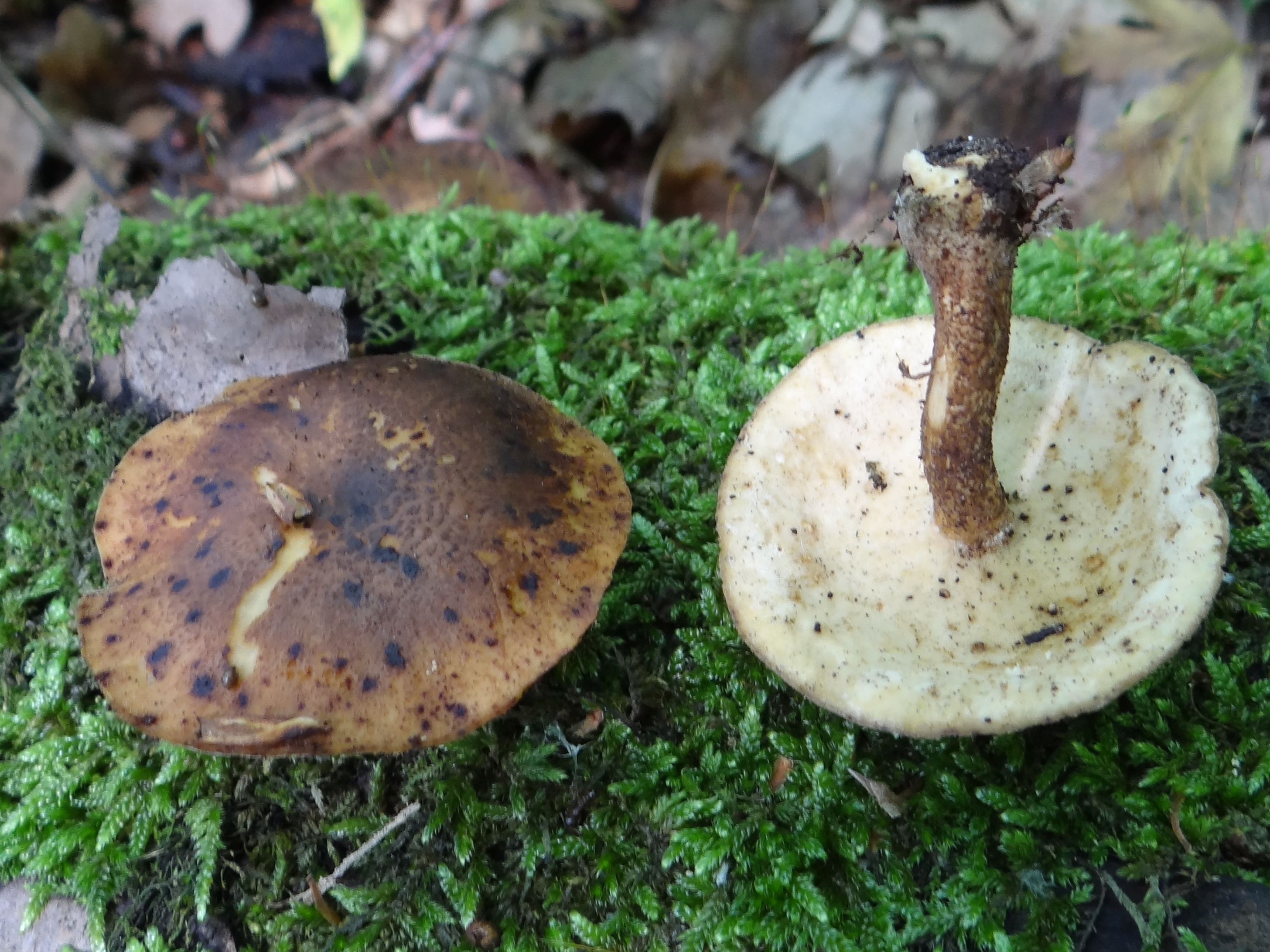
!Polyporus ciliatus!
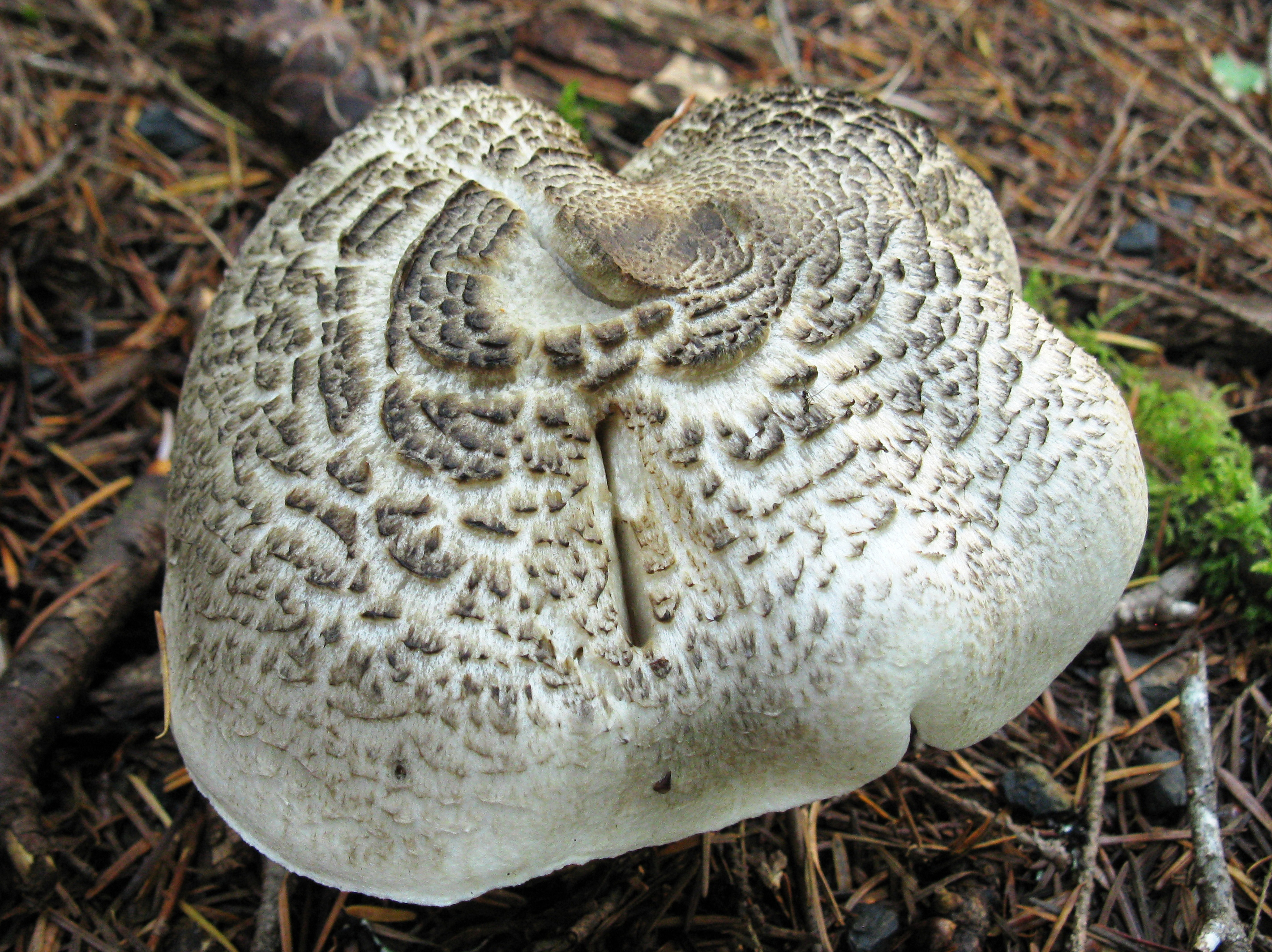
!!Tricholoma pardinum sin. Tricholoma tigrinum!!
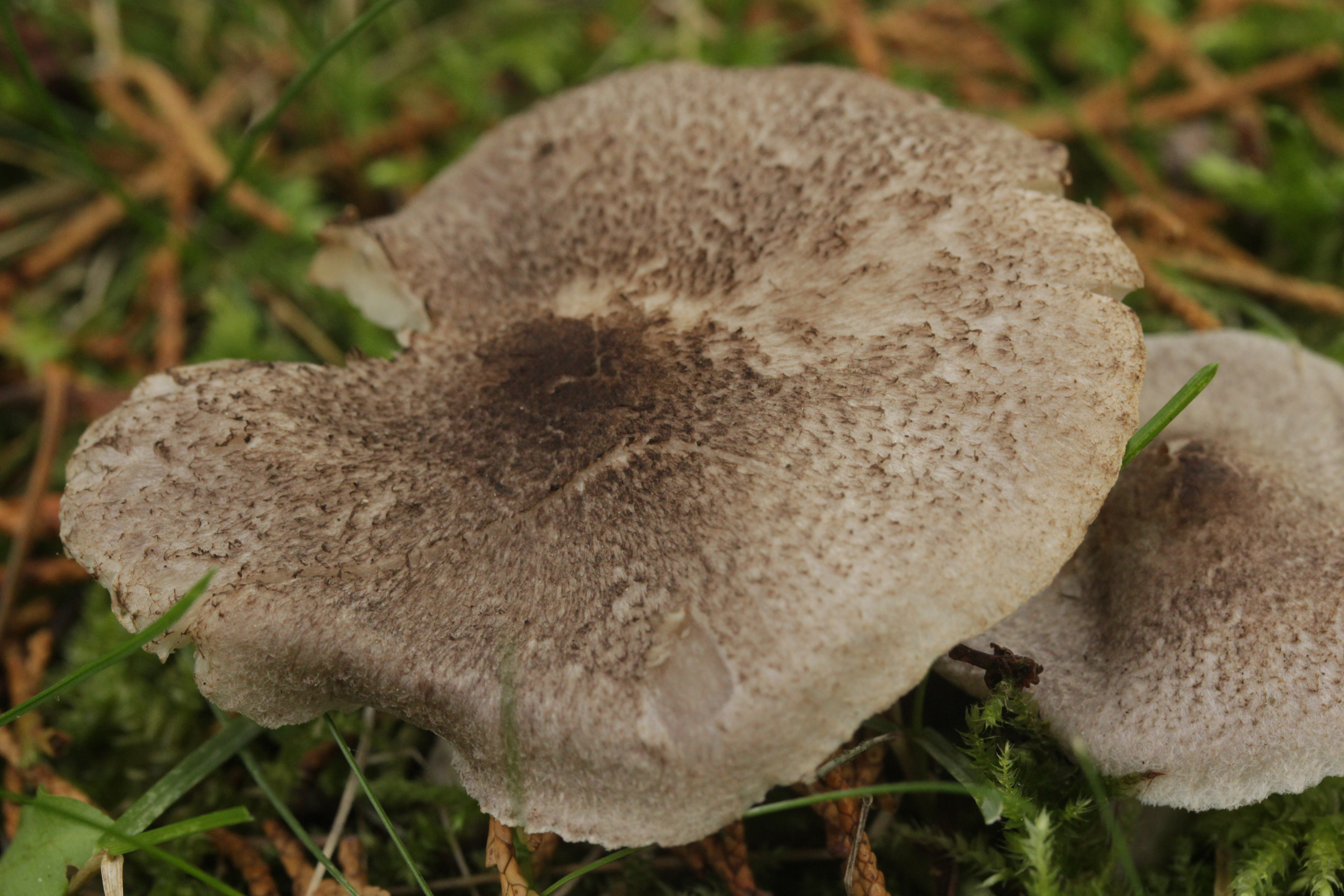
Tricholoma scalpturatum
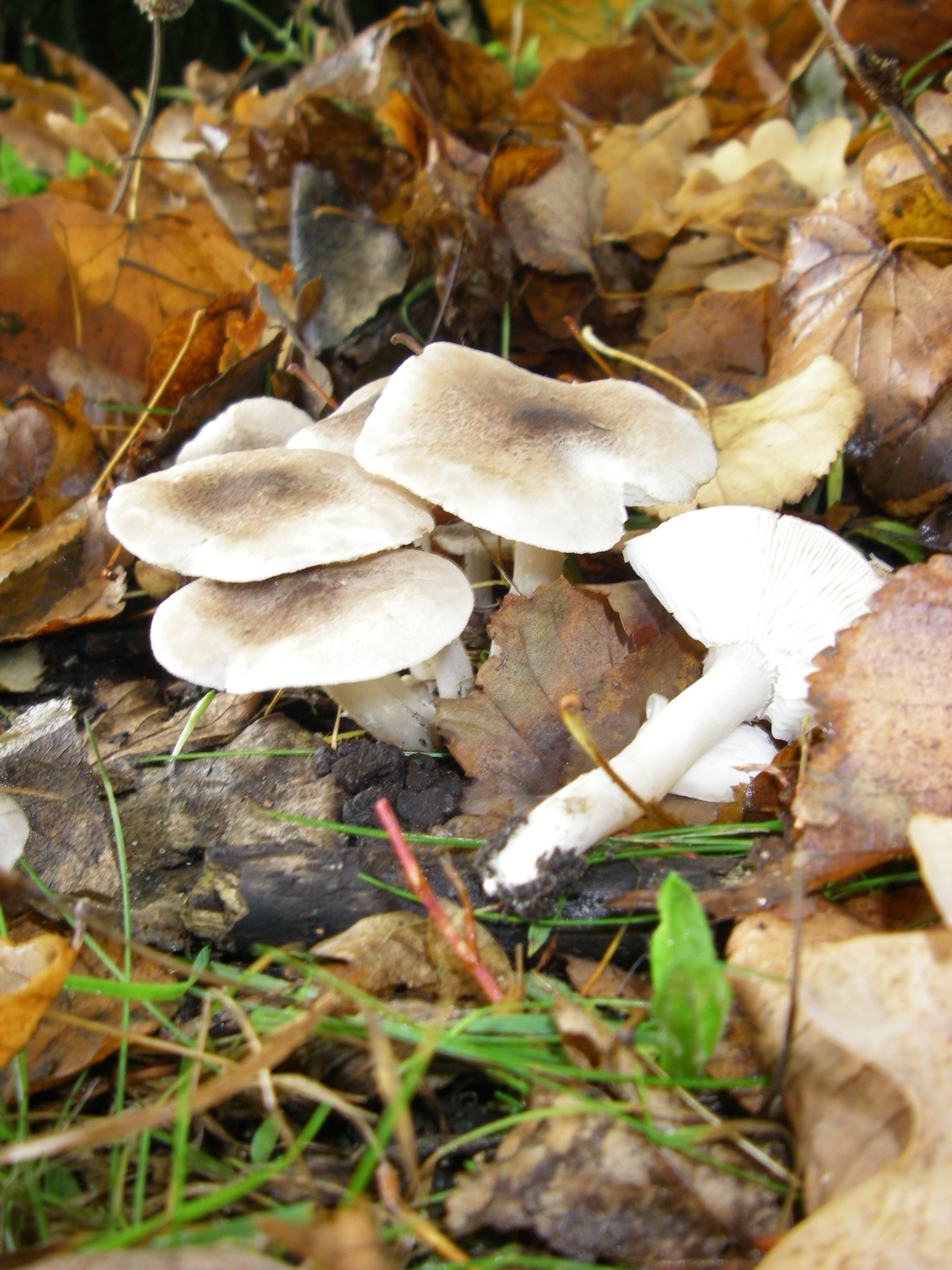
Tricholoma terreum
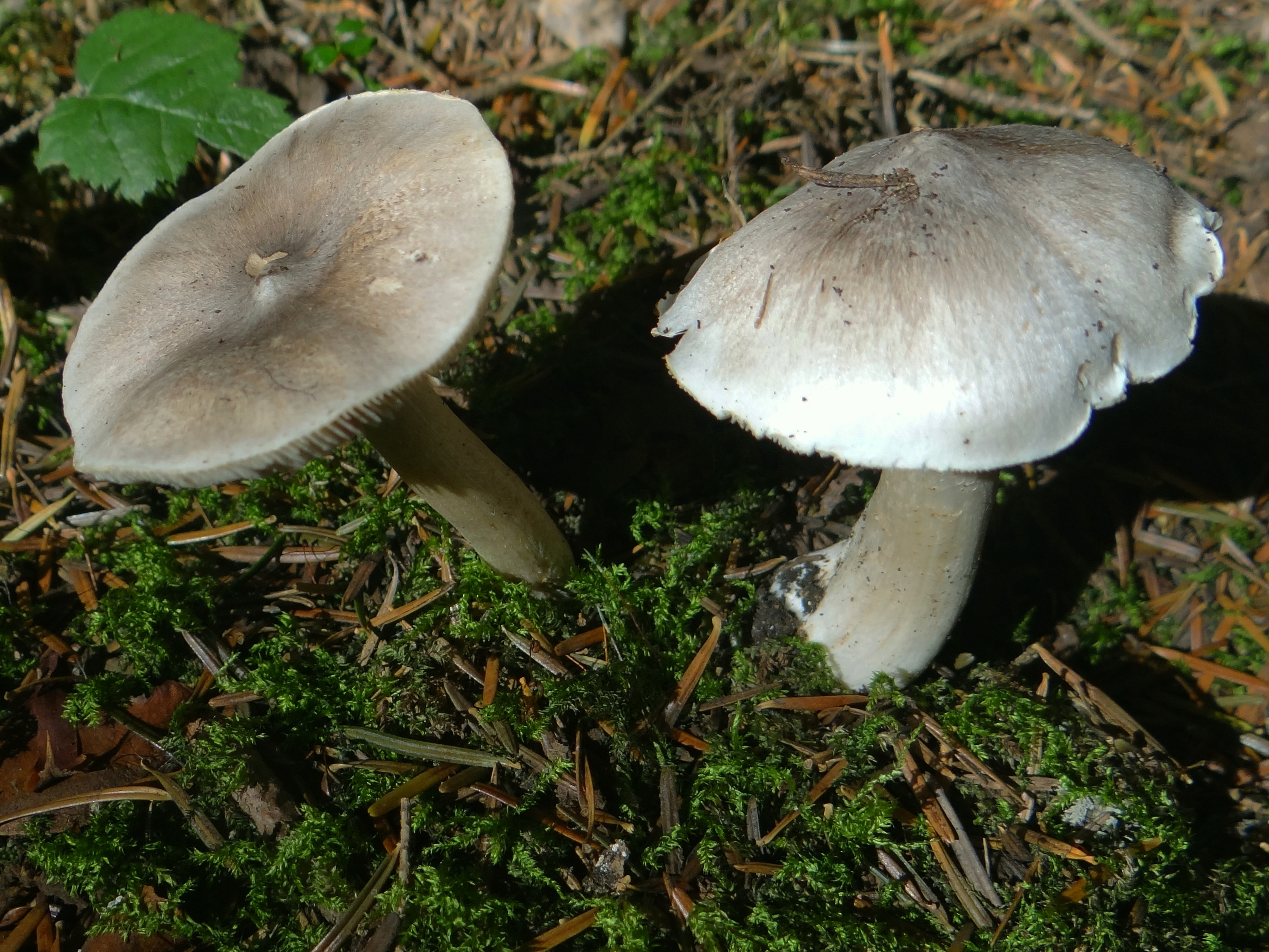
!!Tricholoma virgatum!!

## Valorificare
Această specie este discutată controversat privitor la comestibilitatea ei, dar de fapt este destul de gustoasă consumată foarte tânără. Cel puțin în Franța este apreciată ca ciupercă comestibilă foarte bună. Renumita ciupercă din bucătăria asiatică Shiitake poate fi înlocuită prin buretele pătat. De altfel poate fi folosită asemănător  păstrăvului de nuc, de exemplu prăjită în unt cu usturoi și verdețuri pe o felie de franzelă sau adăugată la o ciorbă.